# Зенгі-Баба
Зенгі-баба або Сангі-баба або Зенгі-Ата або Зенгі Бабай або Зенгібаба (каз. Зеңгі БабаЗеңгі Баба, узб. Zangi BabaZangi Baba, кирг. Зенги БабаЗенги Баба, туркм. ZengibabaZengibaba, тат. Зэнги БабайЗэнги Бабай) — тюркської міфології дух, згодом бенкет, мусульманський святий, покровитель домашніх тварин або великої рогатої худоби. Культ Зенги-баба був поширений у більшості тюркських народів Середньої Азії і Південного Сибіру, а також у татар в Європейській частині Росії. Культ Зенги-баба чудовий тим, що має явно виражену магічну спрямованість, при цьому він включений в ісламську культову практику у своїй «народної» версії.

## В легендах и обрядах
В тюркской мифологии каждый вид животных имел своего духа покровителя. Каждому покровителю, как и богу неба Тенгри, возносились молитвы и просьбы умножать и беречь стада, поскольку для кочевников главным достатком был скот. После того как ислам распространился среди тюркских народов, тюркская мифология сохранилась лишь в пережитках, в основном она была вытеснена. Однако в народной религии сохраняются некоторые языческие традиции. Пережитком являются и такие явления как культ предков, почитание волка, а также духи-покровители. В процессе синкретизма возник ряд мусульманских святых, обладавших признаками языческих духов-покровителей, однако имевших все черты мусульманской религиозной практики.Как гласит традиционное поверье казахов, у животных (каз. төрт түліктөрт түлік — все виды скота) есть пять святых покровителей-баба (каз. бабабаба — святой, предок):
- покровитель вівць (каз. қой киесіқой киесі) — Шопан-ата, від слів чабан (каз. шопаншопан) і предок, старець (каз. атаата);
- покровитель кіз (каз. ешкінің киесіешкінің киесі) — Шекшек-ата;
- покровитель коней (каз. жылқы киесіжылқы киесі) — Қамбар-ата;
- покровитель верблюдів (каз. түйенің киесітүйенің киесі) — Ойсыл-қара;
- покровитель корів (каз. сиырдың киесісиырдың киесі) — Зеңгі-баба

Казахи шанували Зенгі-бабу і просили у нього збереження і примноження поголів'я корів. У казахів був поширений цілий цикл легенд, присвячених саме Зенгі-бабі. У традиційних повір'ях Зенгі-баба представляється як добрий старий. За повір'ями, «на кого Зенгі-баба погляне, той відразу стане багатієм». Традиційно на третій день після отелення готували спеціальну страву "уиз" з молозива, води, молока і солі, залитих в баранячий шлунок або кишку і зварених в м'ясному бульйоні. Страва нарізалась шматочками і подавалося гостям, які повинні були під час поїдання вимовляти побажання достатку молочних продуктів і доброго приплоду худоби. У казахів в Омській області Російської імперії шанування Зенгі-баба проводилося під час спеціального релігійного обряду теляк. Теляк приурочувався до якогось релігійного свята або проводився за ініціативою одного з родів. Для обряду забивався баран, м'ясо якого варили, а потім роздавали сусідам і родичам. Перед початком трапези мулла читав молитву з двох частин. Перша частина, на арабською мовою, була стандартною мусульманської молитвою. У другій частині, яку читали тюркською мовою, власне йшло звернення до Зенгі-бабі з проханням про плодючості худоби.
В узбеків Хорезмського оазису Зенгі-баба є покровителем пастухів.
В долині річки Зеравшан шамани використовували ім'я Зенгі-баба в своїх обрядах.
У киргизів святий іменується Зенгіі-Ата і також є покровителем худоби.
У касимовських татар дух іменувався Зэнгі Бабай. В честь його і покровителя овець Чулпан ебі готували оладки з несолоного тесту (тосыз айма), обов'язково в якій непарній кількості, і закопували під хлівом.
У тарских татар Зенгі-баба виступав в образі господаря скотарні і жив у хліві. Щоб його задобрити, татари приносили жертви. Зазвичай перше теля різали і пригощали його м'ясом рідню і поважних людей похилого віку села.

## Поховання Зенгі-баби
Культ Зенгі-баби чи Зангі-ота сформувався у важкі для простих людей роки після навали монголів. Для торговців, ремісників і скотарів це роки погромів і розорення. За легендами Зангі-ота був пастухом, шанованою людиною. Він не тільки пас і берег худобу одноплемінників, але і був духовним пастирем. Справжнє його ім'я було Ай Ходжа (Ойхўжа) ібн Тадж Ходжа ібн Мансур (початок XII століття — 1258), а Зангі-ата (узб. Zangi OtaZangi Ota) було його прізвиськом від арабського слова Зангі (чорний). Етнограф А.Діваєв писав про існування Зенгі-баби (п'ятий шейх ордена Ясавийя), який був учнем Сулеймана Хакіма. За деякими відомостями, Зенгі-ата був нащадком Аристан-баба. В Узбекистані могилу Зангі-ата показують під Ташкентом.
У традиції туркменів Зенгі-баба теж був праведним пастухом, що мешкали і похованим в північній Туркменії. В районі його передбачуваного поховання гора та озеро мають назву Зенгібаба.
У Сибіру до XIX століття Зенгі-баба вважався мусульманським проповідником, святим. Сибірські татари називають місцем її поховання іскер-Астану. «Могила Зенгі-баби» була місцем паломництва до 1881 року, поки пам'ятник не був знищений пожежею.
З часом ці спогади стерлися, і шанування Зенгі-баба стала являти собою лише культ духа — покровителя великої рогатої худоби.
Поширеність культу в багатьох регіонах Центральної Азії, згідно легендам, пояснюється тим, що частина життя Зенгі-баба був дервішем і багато мандрував. Однак, швидше за все, спочатку виник у XIII—XIV століттях культ Ай Ходжі наклався на доісламські вірування та скотарські культи.
Відомий казахський вчений С. Кондибай писав: «В образі Зенгі-баба яскраво виражені властивості доісламського культу, тому його історичність, швидше за все, результат переосмислення давнього образу і циклізації всіх образів навколо легендарних особистостей в умовах нової релігії — ісламу».